# Подводные лодки типа II

Подводная лодка типа II — план и разрезы

Подводные лодки типа II — малые дизельные подводные лодки Германии. Лодки предназначались в первую очередь для патрулирования прибрежных вод, а применялись как для боевых действий, в том числе и в открытом море, так и для обучения подводников.
Подводные лодки второго типа были разработаны в 1920-х годах в голландском городе Гаага, подставной коммерческой фирмой «Инженерная судостроительная контора» (нидерл. Ingenieuskaantor voor Scheepsbouw, IvS) (так как Версальский мирный договор запрещал Германии проектировать, строить и тем более иметь подводные лодки) и были разработаны на базе ПЛ U-Boot-Klasse UB времен Первой мировой войны. Головной лодкой фактически была «Весикко» (в наши дни — памятник-музей возле Хельсинки), заложенная в 1932 году на верфи «Chrichton-Vulkan» в Турку (Финляндия), которая вступила в строй летом 1934 года как опытовая лодка фирмы «IvS».

## Представители
Тип II имел четыре подтипа: тип II-A — 6 лодок; тип II-B — 20 лодок; тип II-C — 8 лодок; тип II-D — 16 лодок. Всего в период с 1935 по 1941 год было построено 50 лодок этого типа, все они вошли в состав кригсмарине. 

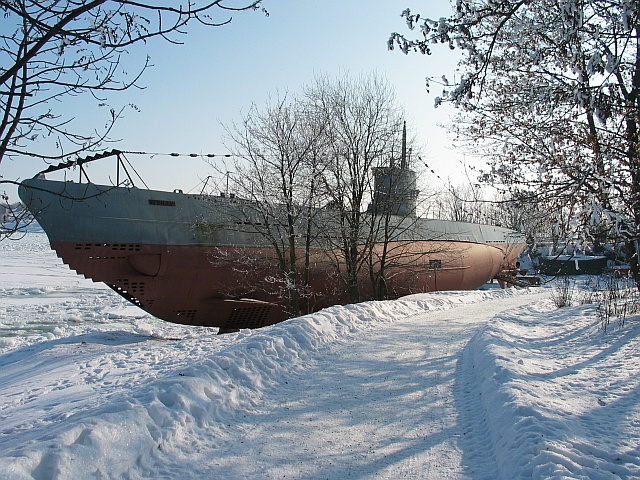
«Весикко», 2003 год

Все ПЛ кроме типа II-B были построены на верфи «Deutsche Werke» в Киле.
16 марта 1935 года Германия расторгла Версальский договор, к этому моменту строительство лодок типа II уже было начато. 29 июня, через 11 дней после подписания англо-германского соглашения, разрешившего Германии иметь подводный флот, вступила в строй первая ПЛ этого типа. 
На момент начала Второй мировой войны доля этих ПЛ в подводном флоте кригсмарине превышала 60 %.

## Технические данные
За свои малые размеры и неустойчивость в надводном положении экипажи прозвали эти лодки Einbaum — буквально «однодревка» (чёлн, каноэ, выдолбленый из целого бревна). Узкий корпус ПЛ типа II позволял быстро погружаться.
Таблица сравнительных характеристик:
| Техническая характеристика                                         | II-A                                                   | II-B                                                   | II-C                                                   | II-D                                                   |
| ------------------------------------------------------------------ | ------------------------------------------------------ | ------------------------------------------------------ | ------------------------------------------------------ | ------------------------------------------------------ |
| Водоизмещение надводное (тонны)                                    | 254 т                                                  | 279 т                                                  | 291 т                                                  | 314 т                                                  |
| Водоизмещение подводное (тонны)                                    | 303                                                    | 328 т                                                  | 341 т                                                  | 364 т                                                  |
| Длина наибольшая (метры)                                           | 40,9 м                                                 | 42,7 м                                                 | 43,9 м                                                 | 44 м                                                   |
| Ширина корпуса наибольшая (метры)                                  | 4,08 м                                                 | 4,08 м                                                 | 4,08 м                                                 | 4,92 м                                                 |
| Высота (метры)                                                     | 8,6 м                                                  | 8,6 м                                                  | 8,4 м                                                  | 8,4 м                                                  |
| Средняя осадка (метры)                                             | 3,83 м                                                 | 3,90 м                                                 | 3,82 м                                                 | 3,93 м                                                 |
| Время погружения сек.                                              | 25-35                                                  | 25-35                                                  | 25-35                                                  | 25-35                                                  |
| Силовая установка дизель (л. с.)                                   | 6-цилиндровый 4-тактный «MWM» RS127S 2x350             | 6-цилиндровый 4-тактный «MWM» RS127S 2x350             | 6-цилиндровый 4-тактный «MWM» RS127S 2x350             | 6-цилиндровый 4-тактный «MWM» RS127S 2x350             |
| Силовая установка электромотор (л. с.)                             | «SSW» 2x180                                            | «SSW» 2x180                                            | «SSW» 2x210                                            | «SSW» 2x210                                            |
| Скорость (надводная) (узлы)                                        | 13                                                     | 13                                                     | 12                                                     | 12,7                                                   |
| Скорость (подводная)                                               | 6,9                                                    | 7,0                                                    | 7,0                                                    | 7,9                                                    |
| Артиллерия                                                         | 1 x 2 cm/65 C/30 (1000 снарядов)                       | 1 x 2 cm/65 C/30 (1000 снарядов)                       | 1 x 2 cm/65 C/30 (1000 снарядов)                       | 1 x 2 cm/65 C/30 (1000 снарядов)                       |
| Торпедно-минное вооружение                                         | 3 ТА калибра 533 мм 5 торпед или 18 мин TMB или 12 ТМА | 3 ТА калибра 533 мм 5 торпед или 18 мин TMB или 12 ТМА | 3 ТА калибра 533 мм 5 торпед или 18 мин TMB или 12 ТМА | 3 ТА калибра 533 мм 5 торпед или 18 мин TMB или 12 ТМА |
| Запас топлива (тонн)                                               | 11,6                                                   | 21                                                     | 22,7                                                   | 36                                                     |
| Дальность хода в надводном положении (мили) (со скоростью 8 узлов) | 1600                                                   | 3100                                                   | 3800                                                   | 5650                                                   |
| Дальность хода в подводном положении (мили) (со скоростью 4 узла)  | 35                                                     | 43                                                     | 42                                                     | 56                                                     |
| Экипаж (человек)                                                   | 25                                                     | 25                                                     | 25                                                     | 26                                                     |